# Armentia (Burgos)
Pour les articles homonymes, voir Armentia.
Armentia est un concejo du comté de Treviño. Il est situé dans la comarque de l'Èbre, dans la communauté autonome de Castille-et-León, province de Burgos en Espagne.